# Mahmoud El-Nigero
Mahmoud El-Nigero (datas de nascimento e morte desconhecidas) foi um futebolista egípcio. 

## Carreira
Ele competiu na Copa do Mundo FIFA de 1934, sediada na Itália, na qual a seleção de seu país terminou na décima terceira colocação dentre os 16 participantes.